# سرد تحليلي
السرد التحليلي عبارة عن طريقة أبحاث علمية تهدف إلى دمج السرد التاريخي مع صرامة نظرية الاختيار العقلاني، خصوصًا من خلال استخدام نظرية الألعاب.
الهدف من السرد التحليلي هو توفير أشكال متعددة من الانضباط حول بنية دراسات الحالة، مثل اللعبة، والاختبارات خارج العينة، والتنبؤات الإضافية التي يمكن اختبارها حتى لو لم يكن التأكيد الرئيسي حول الحالة ممكنًا.
تتضمن السرديات التحليلية (بيتس وآخرون 1998، 2000؛ ليفي 2002، 2004) اختيار مشكلة أو لغز، ثم بناء نموذج لشرح منطق تفسير اللغز أو المشكلة، غالبًا في سياق حالة فريدة. تتضمن الطريقة: استخدام السرد لتوضيح اللاعبين الرئيسيين وتفضيلاتهم ونقاط القرار الرئيسية والاحتمالات وقواعد اللعبة في سرد محكم ومتسلسل؛ وتقييم النموذج من خلال الإحصائيات المقارنة والآثار القابلة للاختبار التي يولدها النموذج. يُعد نهج السرد التحليلي أكثر جاذبية للباحثين الذين يسعون إلى تقييم قوة الآليات السببية الاقتصادية في سياق حالة محددة وغالبًا ما تكون فريدة. يُجبر متطلب التنظير الرسمي الصريح (أو على الأقل النظرية التي يمكن صياغتها رسميًا) الباحثين على تقديم بيانات سببية وتحديد عدد صغير من المتغيرات كمركز لفهم الحالة.

## كتابات أخرى
Bates, Robert H., Avner Greif, Margaret Levi, Jean-Laurent Rosenthal, and Barry R. Weingast (1998). Analytic Narratives. Princeton: Princeton University Press. ISBN 978-0-691-00129-6